# Jamelia
Jamelia, celým jménem Jamelia Niela Davis (* 11. ledna 1981 Handsworth, Birmingham) je anglická zpěvačka žánrů rhythm and blues a hip hop. Působí také jako modelka a moderátorka. Její matka pochází z Jamajky a otec ze Zimbabwe.
V patnácti letech uzavřela smlouvu s Capitol Records a v roce 1999 vydala první singl, nazvaný So High. Získala čtyři ceny MOBO Awards: v roce 2000 za nejlepší videoklip a v roce 2004 v kategoriích nejlepší zpěvačka, nejlepší píseň a nejlepší videoklip. Dvakrát získala Urban Music Awards. V letech 2001, 2004, 2005 a 2007 byla nominována na BRIT Awards v kategorii zpěvaček.
Účinkovala v televizním seriálu Death in Paradise a byla porotkyní soutěží Move Like Michael Jackson a The Voice of Ireland.
V roce 2019 podpořila v předvolební kampani Jeremyho Corbyna.

## Diskografie
- Drama (2000)
- Thank You (2003)
- Walk with Me (2006)